# Barbula riograndensis
Barbula riograndensis är en bladmossart som beskrevs av Edwin Bunting Bartram 1952. Barbula riograndensis ingår i släktet neonmossor, och familjen Pottiaceae. Inga underarter finns listade i Catalogue of Life.